# Dragon Wasps
Pour plus de détails, voir Fiche technique et Distribution.
Dragon Wasps est un téléfilm américain de 2012, écrit par Mark Atkins et Rafael Jordan et réalisé par Joe Knee.

## Synopsis
Gina, une scientifique, demande l’aide de l’armée américaine pour élucider la mystérieuse disparition de son père dans la jungle de Belize. Elle part à sa recherche dans la jungle, avec une escorte de militaires américains et accompagnée de son assistante, Rhonda. Mais très vite, leur convoi est attaqué par des guérilleros ainsi que par un essaim d'insectes crachant du feu comme des dragons. Pris entre deux feux, entre l’armée et une guérilla brutale contrôlée par un seigneur de guerre mystique, Gina et ses compagnons sont également menacés par des guêpes mutantes géantes assoiffées de sang,.

## Distribution
- Corin Nemec : John Hammond
- Dominika Juillet : Gina Humphries
- Nikolette Noel : Rhonda Gutierrez
- Benjamin Easterday : Willy Meyers[1]
- Gildon Roland : Jaguar
- David Staszko : Dr. Humphries
- Stevie Hack : Darby
- Michael Webb : Jennings
- Adrian Clissold : Jones
- David Tasker : Simpson
- Cosondra Sjostrom : Yates
- Berne Velasquez : Ortega
- Joe Knee : Soldat de la guérite
- Aaron Erskine : Jorge
- Merrick Simmons : Luis
- Pulu Lightburn : Malo
- Victoria Jeffries : Zula
- Ronald Usher : L’homme de Jaguar[2]

## Production
Le tournage du film a eu lieu au Belize. Il est sorti le 1er décembre 2012 aux États-Unis, son pays d’origine.

## Réception critique
Dragon Wasps a obtenu un score d’audience de 12% sur Rotten Tomatoes.